# لاوگه کک

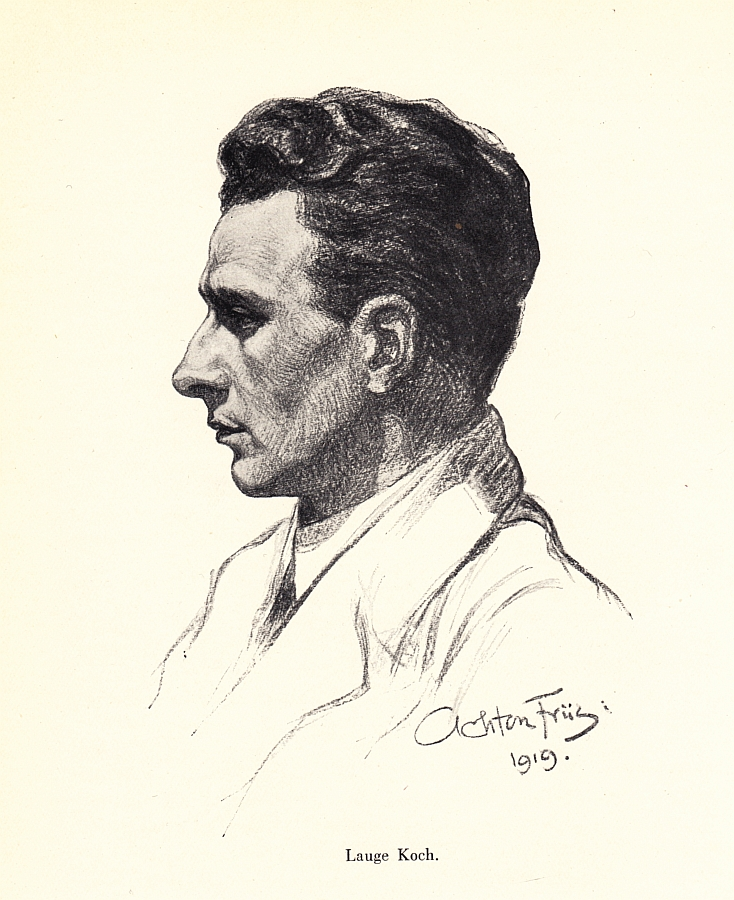
لاوگه کک

لاوگه کک (انگلیسی: Lauge Koch) زمین‌شناس، کاشف و سیاح اهل دانمارک بود. او نخستین کسی بود که در سال ۱۹۲۱ میلادی به شمالی‌ترین جزیره کره زمین، جزیره کافکلابن (جزیره کافی کلاب) گام نهاد و نام آن را کافکلابن گذارد.